# Sympterygia acuta
Sympterygia acuta là một loài cá thuộc họ Arhynchobatidae. Nó được tìm thấy ở Argentina, Brasil, và Uruguay. Các môi trường sống tự nhiên của chúng là vùng biển mở và biển nông.